# 金黑
金黑，朝鮮王朝人，中國古代明朝女官，明成祖韩丽妃的乳母。永乐年间，韩氏因美貌出眾，由朝鲜进贡给明成祖为麗妃，金黑陪嫁。
永乐十九年（1421年），后宫爆出牵涉多名妃嫔宫女的风化案鱼吕之乱，韩丽妃受到牵连，曾被关进冷宫并断绝饮食多日。守门太监可怜她，偷偷送来食物，她才没有被饿死。韩丽妃的婢女们都被杀害，金黑当时也关在狱中，案定之后被放出。永乐二十二年（1424年）七月十八日，明成祖朱棣去世。明初制度，皇帝去世以活人殉葬，此次共殉葬30多人，韩氏也被列入殉葬之列，金黑在现场目睹了殉葬的惨景。
明仁宗时期，金黑被封为恭人，留在明朝。明英宗时期，未经临幸册封的朝鲜女子们被送回朝鲜，金黑也回到了朝鲜。